# Conseil national du bien-être social
 (mai 2014).
Le Conseil national du bien-être social (CNB) est un organisme autonome ayant un rôle consultatif auprès du gouvernement fédéral. L’organisme conseille le/la ministre des Ressources humaines et Développement des compétences Canada sur les questions relatives à la pauvreté et les réalités des Canadiens et Canadiennes à faible revenu.
Son mandat est « de conseiller le/la ministre des Ressources humaines et Développement des compétences sur les questions en matière de développement social que le/la ministre soumet à son examen ou que le Conseil juge opportun d'aborder ».
Le Conseil est composé de membres nommés par le Gouverneur en conseil et provenant de diverses régions du Canada. Les membres agissent à titre personnel et non en tant que représentants d'organismes ou d'agences.
Le Conseil publie des rapports et communique au/à la ministre ses opinions sur une gamme étendue de sujets, comprenant notamment la pauvreté et la politique publique. Il présente aussi des soumissions aux comités parlementaires et commissions royales et participe à divers ateliers et évènements gouvernementaux et non-gouvernementaux liée à la pauvreté.
Le Conseil publie régulièrement des rapports sur le niveau et la suffisance des revenus de bien-être social au Canada (Revenus de bien-être social) et sur les profils statistiques de pauvreté au Canada (Profil de la pauvreté).
Le Conseil publie également des rapports portant sur des thèmes spéciaux, le plus récent étant Le sens des sous pour résoudre la pauvreté. Parmi les sujets étudiés au fil des ans, notons :
- une stratégie nationale anti-pauvreté
- les enfants et adolescents Autochtones
- le seuil et les statistiques de la pauvreté
- programmes et politiques de la sécurité du revenu
- le cout de la pauvreté
- les prestations pour enfants
- le système fiscal
- le système de revenu de retraite
- les programmes d'emploi
- les services sociaux, tels que les services de garde d'enfants et d'aide sociale à l'enfance
- le système judiciaire
- les femmes et les enfants

## Historique
Le Conseil national du bien-être social a d’abord été établi par la loi en 1962. Les membres étaient alors, notamment, le sous-ministre fédéral du Bien-être social et les sous-ministres du Bien-être social des gouvernements provinciaux. Le Conseil devait jouer un rôle consultatif auprès du ministre de la Santé et du Bien-être social pour ce qui concerne les questions touchant au bien-être social.
Le Conseil a ensuite été entièrement reconstitué en vertu de la Loi de 1969 sur l’organisation du gouvernement. Les fonctionnaires désignés des gouvernements fédéral et provinciaux étaient exclus et la formule de représentation a été modifiée afin d’inclure des personnes représentant des instances non gouvernementales et possédant de l’expérience dans les domaines, par exemple, du travail, de l’enseignement et de l’aide sociale ainsi que des prestataires d’une forme ou autre de bien-être social.
Dans un communiqué de presse du 19 janvier 1970 annonçant l’établissement du nouveau Conseil national du bien-être social, le ministre de la Santé et du Bien-être social, John Munro déclare que « De nombreuses discussions ont eu lieu au sujet de la nécessité de permettre aux plus démunis de participer à l’élaboration de programmes visant à combattre la pauvreté… Je crois que le Conseil peut grandement contribuer à l’atteinte de cet objectif. »
L’une des premières activités du Conseil consistait à élaborer une proposition visant la tenue du premier congrès national des représentants des organisations de défense des pauvres. Ainsi, le Congrès des pauvres a eu lieu à Toronto en janvier 1971. À ce congrès, plus de 500 délégués représentant plus de 250 groupes de lutte contre la pauvreté ont adopté des résolutions visant à combattre la pauvreté au Canada. L’une de ces résolutions, qui avait pour but la constitution d’une organisation nationale, a donné lieu à la mise sur pied de l’Organisation nationale anti-pauvreté (ONAP) plus tard la même année (maintenant appelé Canada sans pauvreté).
En 1976, poursuivant sa stratégie de lutte radicale contre la pauvreté, le Conseil appela de ses vœux la mise en place d'un revenu minimum garanti.
Lorsque le ministère de la Santé et du Bien-être social a été scindé en 1993, le Conseil a été transféré avec la composante Bien-être social du ministère pour désormais aviser le ministre de Développement des ressources humaines Canada (DRHC), ministère nouvellement créé. Lorsque RHDC a été réorganisé en 2003, le Conseil est devenu un groupe consultatif auprès du ministre du Développement social. Le Conseil joue un rôle consultatif auprès du ministre de Ressources humaines et Développement social Canada RHDCC, un ministère qui a été formé en 2006 en fusionnant les deux ministères Développement social Canada et Ressources humaines et Développement des compétences Canada.
Le conseil a été aboli par le gouvernement Harper en 2012.

## Liens Externes
- Site officiel
- Les enfants et les jeunes Autochtone
- Résoudre la pauvreté
- Revenus de bien-être social
- Profil de la pauvreté
- Canada sans pauvreté
- RHDCC